# Aischmühle
Aischmühle (fränkisch: Aaschmühl) ist ein Gemeindeteil der Gemeinde Illesheim im Landkreis Neustadt an der Aisch-Bad Windsheim (Mittelfranken, Bayern). Aischmühle liegt in der Gemarkung Illesheim.

## Geographie
Die Einöde liegt an der Aisch, die 0,5 km westlich entspringt. 1 km nordwestlich erhebt sich der Ersberg (339 m ü. NHN), 1 km westlich liegt das Flurgebiet Langbeete, 1 km südöstlich das Hubmannsfeld. Ein Anliegerweg führt zur Bundesstraße 470 bei Illesheim (0,8 km östlich).

## Geschichte
Der Ort wurde 1224 als „Hirzberc“ erstmals urkundlich erwähnt, 1317 als „Mersberch“, 1469 als „Ersmul“, Anfang des 18. Jahrhunderts erstmals als „Ayschmühl“. Der ursprüngliche Flurname bedeutet Hirschberg. Durch die Verschleifung des Ortsnamens kam es zur Umdeutung Aischmühle.
Gegen Ende des 18. Jahrhunderts gehörte die Aischmühle zur Realgemeinde Illesheim. Die Mühle hatte die Reichsstadt Windsheim als Grundherrn. Unter der preußischen Verwaltung (1792–1806) des Fürstentums Bayreuth erhielt die Aischmühle die Hausnummer 51 des Ortes Illesheim.
Im Rahmen des Gemeindeedikts wurde Aischmühle dem 1811 gebildeten Steuerdistrikt Schwebheim und der 1817 gebildeten Ruralgemeinde Schwebheim zugeordnet. Mit dem Zweiten Gemeindeedikt (1818) wurde sie nach Illesheim umgemeindet. Laut dem Statistischen Hand- und Adreßbuch von Mittelfranken im Königreich Bayern gehörte die Mühle 1840/46 wiederum zu Schwebheim, seit 1861/67 jedoch wieder zu Illesheim.

## Einwohnerentwicklung
| Jahr      | 001818 | 001840 | 001861 | 001871 | 001885 | 001900 | 001925 | 001950 | 001961 | 001970 | 001987 |
| Einwohner | 6      | 8      | 5      | 8      | 11     | 8      | 5      | 5      | 5      | 4      | 2      |
| Häuser    | 1      | 1      |        |        | 1      | 1      | 1      | 1      | 1      |        | 1      |
| Quelle    | [ 13 ] | [ 9 ]  | [ 10 ] | [ 14 ] | [ 15 ] | [ 16 ] | [ 17 ] | [ 18 ] | [ 19 ] | [ 20 ] | [ 1 ]  |

## Religion
Der Ort ist seit der Reformation evangelisch-lutherisch geprägt und war ursprünglich nach St. Maria und Wendel (Illesheim) gepfarrt, seit Anfang des 20. Jahrhunderts ist die Pfarrei St. Laurentius (Schwebheim) zuständig. Die Katholiken sind nach St. Bonifaz (Bad Windsheim) gepfarrt.